# Münchner Synchron
Die Münchner Synchron GmbH (bis Sommer 2019 Bavaria Synchron GmbH) ist ein deutsches Produktionsunternehmen für die Synchronisation von Filmen und Fernsehserien mit Sitz in Grünwald-Geiselgasteig.

Ehemaliges Logo

## Geschichte
Bereits Mitte der 1930er Jahre synchronisierte die Bavaria Film die ersten fremdsprachigen Kinofilme, darunter Das Rätsel von Monte Christo. Eine eigene Synchronabteilung wurde Mitte der 1950er Jahre eingerichtet und überwiegend mit der Bearbeitung von Filmen aus dem Bavaria-Verleihprogramm beauftragt (z. B. Rififi; Schade, daß du eine Kanaille bist; Die Sklavenkarawane).
Mit dem Beginn des Fernsehzeitalters und durch die neuen Gesellschafter WDR und SDR nahm die Anzahl der Synchronisationen – nun hauptsächlich für die ARD – bei der Bavaria Atelier ab 1959 zu. Zu den bekanntesten Produktionen, die damals synchronisiert wurden, zählen die Fernsehserien 77 Sunset Strip, Simon Templar und Kobra, übernehmen Sie. Weitere Aufträge in den 1970er und 1980er Jahren waren unter anderem die Serien Cannon, Unsere kleine Farm, Falcon Crest und Das A-Team. Anfang der 1990er Jahre folgten In geheimer Mission und In der Hitze der Nacht.
Seit 1992 bearbeitet die Bavaria in größerem Umfang Fernsehserien für die RTL-Gruppe, darunter zum Beispiel Law & Order, Beverly Hills, 90210, Melrose Place, Dr. Quinn – Ärztin aus Leidenschaft, Ein Hauch von Himmel, Hercules, Xena oder Dark Angel. Zu den zuletzt synchronisierten Fernsehserien zählen  Criminal Intent – Verbrechen im Visier, Law & Order: Special Victims Unit, 90210 und Fresh Off the Boat.
Zum 1. Januar 2009 ging die Bavaria Film eine Partnerschaft mit der Film- & Fernseh-Synchron GmbH (FFS) ein. Dazu wurde die Synchronabteilung der Bavaria Film GmbH in die Bavaria Synchron GmbH ausgegliedert, die jedoch von der FFS gesellschaftsrechtlich unabhängig bleibt.
Seit Sommer 2019 heißt die Bavaria Synchron nun Münchner Synchron.